# Quintanilla del Rebollar
Quintanilla del Rebollar es una localidad situada en la provincia de Burgos, comunidad autónoma de Castilla y León (España), comarca de Las Merindades, partido judicial de Villarcayo, ayuntamiento de Merindad de Sotoscueva.

## Geografía
En el valle del río Trema; a 18 km de Villarcayo, cabeza de partido, y a 95 de Burgos. 
Se puede ir a Bilbao o a León en el Tren de La Robla, que se coge en la localidad vecina de El Rebollar, situada a 790 metros de Quintanilla del Rebollar. La parada se llama Redondo. El tren que viene de Bilbao y va hacia León pasa sobre las 16:26 y el tren que viene de León y va hacía Bilbao pasa sobre las 19:26.

## Situación administrativa
En las elecciones locales de 2007 correspondientes a esta entidad local menor concurrieron dos candidaturas: Ramón Fernández Fernández (TC) y Roberto Sáinz Maza Ortiz (PP), resultano este último elegido alcalde pedáneo,

## Demografía
En el censo de 1950 contaba con 245 habitantes, reducidos a 45 en 2004, 48 en 2007.

## Reseña histórica
Lugar, conocido entonces como Quintanilla y El Rebollar, en el Partido de la Sonsierra uno de los seis que componían la Merindad de Sotoscueva, perteneciente al Corregimiento de las Merindades de Castilla la Vieja, bajo jurisdicción de realengo y regidor pedáneo.

## Parroquia
Iglesia de San Clemente Papa y Mártir, dependiente de la parroquia de Cornejo en el Arcipestrazgo de Merindades de Castilla la Vieja, diócesis de Burgos